# Augustus Weismann
Augustus F. Weismann (* 6. März 1809 in Großheppach; † 2. März 1884 in New York) war ein Apotheker und Politiker.

## Leben
Weismann besuchte die Lateinschule in Schorndorf. Anschließend erlernte er die Pharmazie und arbeitete als Gehilfe in Stuttgart, Köln und Saarlouis.
1832 wanderte er in die Vereinigten Staaten aus und zog nach New York. Dort eröffnete er einen „shop“, wo er Arzneimittel verkaufte und als Arzt praktizierte. Er nahm H.A. Cassebeer als Teilhaber auf und eröffnete zwei weitere Filialen. 1865 übergab er das Geschäft an seinen Sohn Augustus.
In den Vereinigten Staaten gewann er als Politiker Bedeutung. 1871 wurde er in New York Senator und setzte sich für die Einführung des Pharmacy Law für New York City ein. Er war Mitglied der German Society von New York.
Des Weiteren war er Mitbegründer verschiedener deutscher Unternehmen, wie der Bank und des Hospitals. Von 1855 bis 1858 war er Präsident des New Yorker deutschen Apothekervereins.